# Gießhübl
Gießhübl osztrák község Alsó-Ausztria Mödlingi járásában. 2022 januárjában 2394 lakosa volt. 

## Elhelyezkedése

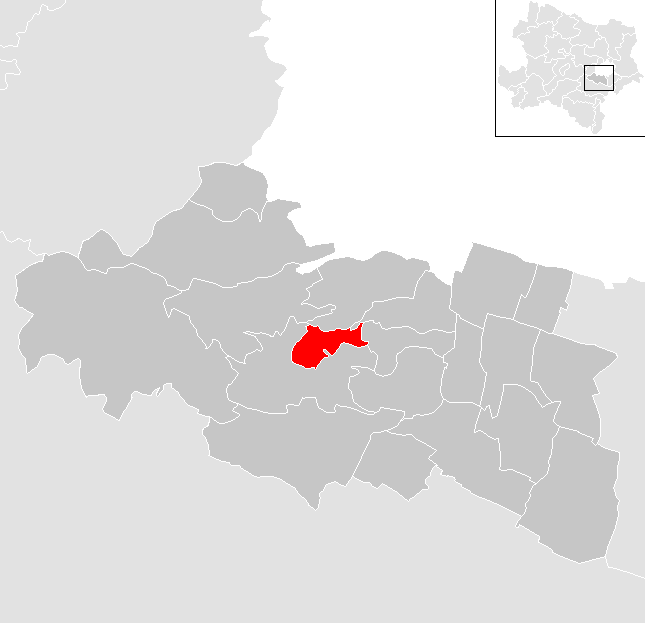
Gießhübl a Mödlingi járásban

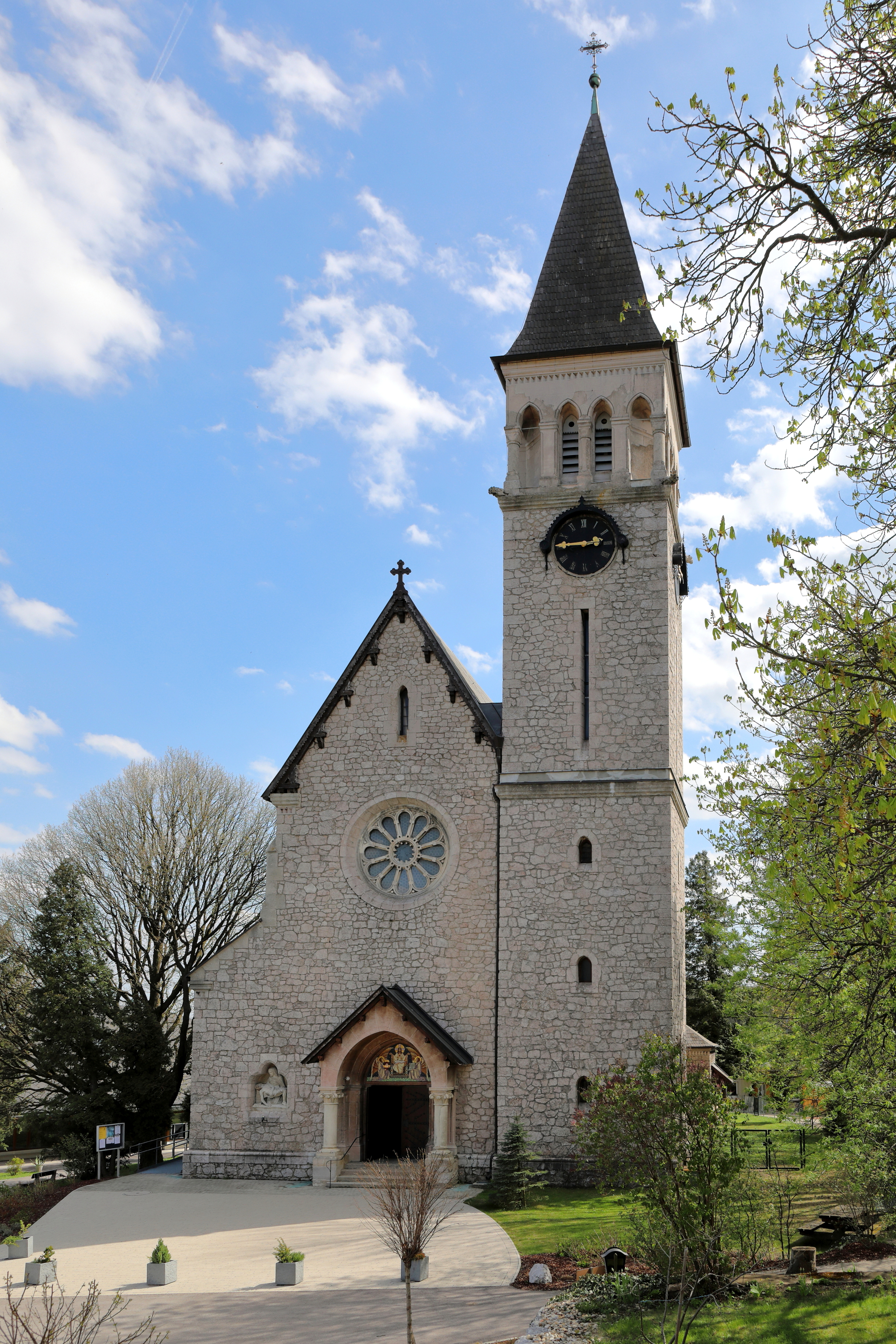
A Szentháromság-plébániatemplom

Gießhübl a tartomány Industrieviertel régiójában fekszik, a Bécsi-erdő és a Bécsi-medence határán. Területének 48,4%-a erdő, 16,4% áll mezőgazdasági művelés alatt. Az önkormányzat két települést és településrészt egyesít: Gießhüblt és Hochleitent. 
A környező önkormányzatok: északra Perchtoldsdorf, északkeletre Brunn am Gebirge, keletre Maria Enzersdorf, délre Hinterbrühl.

## Története
Gießhüblt valószínűleg a 11. században alapították. Első írásos említése (Gissubel formában) 1368-ból származik. Bécs 1529-es és 1683-as ostromakor a törökök elpusztították. Templomát 1783-ban építtette Penkler báró, Liechtenstein várának akkori birtokosa. 1809-ben az asperni csatából visszavonuló francia katonák kifosztották a falut. 1868-ban önálló egyházközséggé vált, 1899-ben pedig új templomot építettek. Az első világháborúban 35, a másodikban 45 gießhübli vesztette életét. 1944 májusában a szövetségesek bombázták a települést, amelynek 22 halálos áldozata és 9 sebesültje volt.  
Az 1938-as Anschluss után a környező községek beolvasztásával létrehozták Nagy-Bécset; Gießhübl is a főváros 24. kerületéhez került. Függetlenségét 1954-ben nyerte vissza. 

## Lakosság
A gießhübli önkormányzat területén 2022 januárjában 2394 fő élt. A lakosságszám 1971 óta gyarapodó tendenciát mutat. 2020-ban az ittlakók 91,8%-a volt osztrák állampolgár; a külföldiek közül 4,3% a régi (2004 előtti), 2,2% az új EU-tagállamokból érkezett. 0,6% az egykori Jugoszlávia (Szlovénia és Horvátország nélkül) vagy Törökország, 1,1% egyéb országok polgára volt. 2001-ben a lakosok 69,9%-a római katolikusnak, 7,8% evangélikusnak, 17,9% pedig felekezeten kívülinek vallotta magát. Ugyanekkor a legnagyobb nemzetiségi csoportot a németek (92,2%) mellett a magyarok alkották 1,1%-kal.
A népesség változása:

| 2016 | 2 301 |
| 2018 | 2 335 |

## Látnivalók
- a Szentháromság-plébániatemplom
- az 1953-ban épült Krisztus király-templom
- a Gießwände sziklamászó iskola

## Fordítás
- Ez a szócikk részben vagy egészben  a   Gießhübl című német Wikipédia-szócikk ezen változatának fordításán alapul.  Az eredeti cikk szerkesztőit annak laptörténete sorolja fel. Ez a jelzés csupán a megfogalmazás eredetét és a szerzői jogokat jelzi, nem szolgál a cikkben szereplő információk forrásmegjelöléseként.